# کنراد کولبی
کنراد کولبی (به انگلیسی: Conrad Coleby) یک بازیگر استرالیایی است که عمده شهرت وی بخاطر ایفای نقش رومان هریس در سریال خانه و دوری می باشد.

## فیلم ها
- نقش رومان هریس در سریال خانه و دوری
- نقش اسکات زیننکو در سریال پرستاران
- نقش ریش قرمز در فیلم ولورین

## جوایز
- ۲۰۰۱-نامزد جایزهٔ لوجی برای بهترین استعداد جدید
- ۲۰۰۷-نامزد جایزه ماتیلدا برای بهترین بازیگر مرد